# Lissonota cruralis
Lissonota cruralis là một loài tò vò trong họ Ichneumonidae.